# Дракошия
Дракошия — российский анимационный сериал, созданный студией «ЯРКО». 
Мультсериал транслируется на телеканале «Карусель», а также в онлайн-кинотеатрах «Wink», «Start» и «КиноПоиск».
Премьера состоялась 27 декабря 2022 года.

## Описание
Семь маленьких очаровательных дракош обитают в волшебной стране над облаками под чутким присмотром раскидистого дерева Рубуса. Малыши, каждый по своему, уникальны и обладают своей врожденной суперспособностью и магией: Тоша — магией пузырей, Рути — магией растений, Пауи — магией суперсилы, Вундер — магией техники, Тутуча — магией оживления, Мисоля — магией творчества и Тайми — магией суперскорости. Но главная их суперспособность — это способность дружить и внимательно относиться к друг другу. Именно она помогает им любую неприятность обратить в приятность и хорошенько повеселиться.

## 1 сезон
Волшебные дракоши живут в облаках под присмотром мудрого дерева. Друзья устраивают вечеринку каждый раз, когда сталкиваются с трудностями!

## 2 сезон
Друзья-дракоши продолжают волшебные приключения. Они постоянно практикуют магию и не забывают решать все проблемы вместе!

## Персонажи
- Тоша — самый весёлый дракончик, всегда готов пошутить, придумать для всех новую игру или даже подразнить друзей. Тоша любит быть в центре внимания, иногда хвастается, но учится признавать свои ошибки. Вектор умеет делать волшебные пузыри, поднимающие предметы в воздух.
- Рути — обладает магией растений, умеет и любит выращивать волшебные цветы и деревья. Рути очень аккуратный, внимательный и трудолюбивый, всегда соблюдает правила и контролирует, чтобы другие дракончики тоже это делали.
- Пауи — очень сильная девочка-дракончик, ответственная и добрая, но иногда бывает вспыльчивой. Очень не любит, если что-то у нее не получается с первого раза, учится быть более терпеливой.
- Вундер — настоящий изобретатель и владеет магией техники: умеет создавать из облаков или других предметов самые разные устройства. Правда, иногда эти изобретения получаются не совсем такими, как задумано.
- Тутуча — шумная и озорная девочка-дракон Тутуча недолюбливает правила и обожает проделки и розыгрыши. Правда, иногда ее шутки бывают не слишком уместны и задевают ее друзей — но Тутуча учится понимать эмоции других. Ее способность — магия оживления предметов, и часто результат получается очень забавным.
- Мисоля — самая творческая из дракончиков: любит танцевать, петь, рисовать, владеет магией создания скульптур или предметов из облаков. Она эмоциональная и не слишком уверенная в себе, часто переживает из-за неудач или отсутствия вдохновения.
- Тайми — самый быстрый дракончик, обладатель магии скорости — умеет разгоняться как ураган и делать разные трюки. Тайми никогда не унывает, ненавидит скуку и совсем не может оставаться на месте. Иногда он не справляется со своей гиперактивностью и всех поторапливает.
- Дедушка Рубус — мудрое дерево: он даёт подсказки, советы и магические предметы.
- Лапузик — (с 3 сезона) летающий дракошей пёсик

## Съёмочная группа
| Создатели мультсериала «Дракошия» | Создатели мультсериала «Дракошия»                                                                               |
| --------------------------------- | --- |
| Автор идеи                        | Олег Рой |
| Авторы сценария                   | Аркадий Шумарин, Матвей Зубов                                                                                   |
| Режиссёры                         | Мария Конева, Артур Меркулов, Владимир Герасимов, Никита Юров                                                   |
| Режиссёры-постановщики            | Никита Юров, Артур Меркулов                                                                                     |
| Режиссёр аниматика                | Ирина Сушкевич                                                                                                  |
| Сценаристы                        | Олег Козырев, Аркадий Шумарин, Олег Рой, Инга Киркиж                                                            |
| Композиторы                       | Павел Евлахов, Егор Сидоренко, Егор Архипов, Игорь Галахов                                                      |
| Автор заглавной песни             | Павел Евлахов                                                                                                   |
| Исполнители заглавной песни       | Юлия Горохова, Евгений Толоконников                                                                             |
| Художники                         | Стефания Двояк, Дарья Кантемирова, Владимир Герасимов, Анна Кузнецова                                           |
| Художник-постановщик              | Полина Царёва                                                                                                   |
| Звукорежиссёры                    | Егор Архипов, Станислав Полеско, Сергей Аксёнов                                                                 |
| Продюсеры                         | Альбина Мухаметзянова, Дмитрий Аверкиев, Надежда Истимирова, Дарья Ильина, Дмитрий Горбунов, Светлана Беспалова |
| Исполнительные продюсеры          | Дмитрий Горбунов, Дарья Ильина                                                                                  |
| Линейный продюсер                 | Светлана Беспалова                                                                                              |

## Роли озвучивали
| Актёр              | Роль                 |
| ------------------ | -------------------- |
| Антон Колесников   | Тоша                 |
| Алёна Созинова     | Рути, Тайми          |
| Ева Фикельштейн    | Мисоля, Вундер, Пауи |
| Василиса Эльдарова | Тутуча               |
| Алексей Войтюк     | Дедушка Рубус        |
| Алиса Смирнова     | Вокал                |

## Список серий

### 1 сезон
| №  | Название                   |
| -- | -------------------------- |
| 1  | Новый мячик                |
| 2  | Площадка для дракош        |
| 3  | Волшебное слово            |
| 4  | Вдохновение                |
| 5  | Дракошный пикник           |
| 6  | Дракошный Новый год        |
| 7  | Дракоши идут в поход       |
| 8  | Марафон                    |
| 9  | Настоящее сокровище        |
| 10 | День веселья               |
| 11 | Колыбельная дедушки Рубуса |
| 12 | Невезение                  |
| 13 | Дракошная уборка           |
| 14 | Конкурс талантов           |
| 15 | Усауи                      |
| 16 | Волшебное зеркало          |
| 17 | Интересный подарок         |
| 18 | Функция                    |
| 19 | Глазастик                  |
| 20 | Волшебный бассейн          |
| 21 | Волшебная кисточка         |
| 22 | Идеальная ягода            |
| 23 | Волшебная причёска         |
| 24 | Красивый снимок            |
| 25 | Волшебные часы             |
| 26 | Великан Тайми              |

### 2 сезон
| №     | Название             |
| ----- | -------------------- |
| 1/27  | Мудрый шар           |
| 2/28  | Волшебный кристалл   |
| 3/29  | Новый год дракона    |
| 4/30  | Перчатка-дворецкий   |
| 5/31  | Дракошная группа     |
| 6/32  | Лучший игрок         |
| 7/33  | Музыкальная колонка  |
| 8/34  | Волшебная призма     |
| 9/35  | Фокусник Тайми       |
| 10/36 | День сердечек        |
| 11/37 | Волшебные бусы       |
| 12/38 | Песенка для цветочка |
| 13/39 | Волшебная кастрюля   |
| 14/40 | День розыгрышей      |
| 15/41 | Единорог             |
| 16/42 | Волшебная лопатка    |
| 17/43 | Велосипед            |
| 18/44 | Погодная палочка     |
| 19/45 | Чемпион              |
| 20/46 | День гостей          |
| 21/47 | Супер-Дракоша        |
| 22/48 | Дракошная сказка     |
| 23/49 | Дракошная икота      |
| 24/50 | Волшебные уши        |
| 25/51 | Дракошные кроссовки  |
| 26/52 | Улика                |

### 3 Сезон
| №     | Название                  |
| ----- | ------------------------- |
| 1/53  | Пёсик                     |
| 2/54  | Вершина                   |
| 3/55  | Вечер поэзии              |
| 4/56  | Дракоши спасают Новый год |
| 5/57  | Имя для пёсика            |
| 6/58  | Профессор Тоша            |
| 7/59  |                           |
| 8/60  |                           |
| 9/61  |                           |
|       |                           |
| 11/63 |                           |
| 12/64 |                           |
| 13/65 |                           |
|       |                           |
|       |                           |
| 16/68 |                           |
| 17/69 |                           |
|       |                           |
|       |                           |
|       |                           |
|       |                           |
|       |                           |
|       |                           |
|       |                           |
|       |                           |
|       |                           |

### 1 сезон
| №  | Название                 |
| -- | ------------------------ |
| 1  | Волшебные пузыри         |
| 2  | Дракошный концерт        |
| 3  | Волшебное семечко        |
| 4  | Дракошный фокус          |
| 5  | Волшебная бабочка        |
| 6  | Пластилиновое волшебство |
| 7  | Дракошный самолетик      |
| 8  | Дракошная шнуровка       |
| 9  | Дракошное рисование      |
| 10 | Растотошный лимонад      |

### 2 Сезон
| №     | Название            |
| ----- | ------------------- |
| 1/11  | Семь дракош         |
| 2/12  | Маска               |
| 3/13  | Дракошные батончики |
| 4/14  | Волшебная кувшинка  |
| 5/15  | Классники           |
| 6/16  | Липучий шарик       |
| 7/17  | Кормушка для птиц   |
| 8/18  | Ёжик из шишки       |
| 9/19  | Бумажная снежинка   |
| 10/20 | Вращалка            |